# Икс-мен 3: Последње упориште
Икс-мен 3: Последње упориште (енгл. X-Men 3-The Last Stand) је суперхеројски филм из 2006. године, заснован на истоименом Марвеловом стрипу. Наставак је филма Икс-мен 2 из 2003. године и трећи је филм у серијалу Икс-мен, а режирао га је Брет Ратнер, док су сценаристи Сајмон Кинберг и Зак Пен. У главним улогама су Хју Џекман, Хали Бери, Ијан Макелен, Фамке Јансен, Ана Паквин, Келси Грамер, Џејмс Марсден, Ребека Ромејн, Шон Ешмор, Арон Станфорд, Вини Џоунс и Патрик Стјуарт.
Брајан Сингер, који је режирао претходна два филма, одлучио је да напусти трећи део, како би се посветио режији филма Повратак Супермена. Композитор претходног филма, Џон Отман и сценаристи тог филма, Ден Харис и Мајкл Дагерти су такође напустили овај пројекат како би радили на филму Повратак Супермена, што је урадио и Џејмс Марсден, који се у овом филму појавио накратко, док је његов лик убијен на почетку филма. Сингер, пре него што је напустио пројекат, није ни дефинисао причу за трећи филм. Метју Вон је првобитно изабран за режисера, али је одустао због личних и професионалних разлога, а заменио га је Ратнер. Снимање је почело у августу 2005, а завршено је у јануару 2006. године, са буџетом од 210 милиона долара, што га је у време изласка учинило најскупљим филмом икада. Визуелне ефекте за филм је креирало више од 11 различитих компанија. 
Филм је реализован 26. маја 2006. године, од стране компаније 20th Century Fox. Зарадио је преко 459 милиона долара широм света, што га је учинило седмим најуспешнијим филмом из те године и тада, најуспешнијим филмом из серијала. Добио је мешане критике, док су глума, музика и акционе сцене хваљене, критиковани су сценарио, превелик број ликова, стил и мањак динамике. 

## Радња
У овом филму, врхунцу филмске трилогије Икс-мен, лек против мутација прети да измени правац историје. По први пут, мутанти имају могућност избора: да задрже оно по чему су јединствени, иако их то раздваја од осталих и отуђује, или да одустану од својих моћи да би се уклопили међу остале људе. Супротстављена гледишта вођа мутаната Чарлса Ксавијера, који проповеда толеранцију, и Ерика Леншера (Магнето), који верује у преживљавање најспособнијих биће стваљена на највећу могућу пробу - што ће изазвати рат који ће окончати све ратове. 

## Улоге
| Глумац           | Улога                         |
| ---------------- | ----------------------------- |
| Хју Џекман       | Логан / Вулверин              |
| Хали Бери        | Ороро Монро / Олуја           |
| Ијан Макелен     | Ерик Ланшер / Магнето         |
| Фамке Јансен     | Џин Греј / Феникс             |
| Ана Паквин       | Мери / Роуг                   |
| Келси Грамер     | др Хенк Макој / Звер          |
| Џејмс Марсден    | Скот Самерс / Киклоп          |
| Ребека Ромејн    | Рејвен Даркхолм / Мистик      |
| Шон Ешмор        | Боби Дрејк / Ајсмен           |
| Арон Станфорд    | Џон Олердјус / Пиро           |
| Вини Џоунс       | Кејн Марко / Џагернаут        |
| Патрик Стјуарт   | Чарлс Ксавијер / Професор Икс |
| Елен Пејџ        | Кити Прајд / Шадоукет         |
| Бен Фостер       | Ворен Вортингтон / Анђео      |
| Данија Рамирез   | Калисто                       |
| Мајкл Марфи      | Ворен Вортингтон II           |
| Шоре Агдашлу     | др Кавита Рао                 |
| Данијел Кадмор   | Питер Распућин / Колос        |
| Оливија Вилијамс | др Мојра Мактагарт            |
| Камерон Брајт    | Лич                           |

## Зарада
- Зарада у САД - 234.362.462 $[2]
- Зарада у иностранству - 226.072.829 $[2]
- Зарада у свету - 460.435.291 $[2]